# Тышкевич, Влодзимеж
Влодзимеж Игнацы Вольдемар Тышкевич-Логойский (28 февраля 1880, Броды — 1953, Лондон) — польский дворянин, дипломированный полковник кавалерии Войска Польского.

## Происхождение
Представитель польского дворянского рода Тышкевичей герба «Лелива». Пятый (младший) сын графа Марцелия Адама Влодзимежа Тышкевича-Логойского (1836—1904) и Марии Анны Жозефы Краковской (1844 — ?). Старшие братья — Антоний Владислав Александр, Владислав Юзеф Мацей, Юзеф Франтишек и Ежи Франтишек Мария Тышкевичи.

## Военная служба
Он был офицером австро-венгерской императорской и королевской армии. С 1 ноября 1906 года в звании поручика 11-го уланского полка был назначен в генеральный штаб (такое же назначение получил тогда Юзеф Сопотницкий).
С 1 ноября 1918 года Тышкевич был принят в Войско Польское в звании майора. Весной 1919 года он был начальником штаба 4-й пехотной дивизии. 6 апреля 1920 года он был уволен по собственному желанию с действительной военной службы и переведены в армейский резерв. 26 января 1921 года он был утвержден в чине полковника, с 1 апреля 1920 года. 3 мая 1922 года Влодзимеж Тышкевич был утвержден в звании полковника по старшинству по состоянию на 1 июня 1919 года (в 1924 году занимал 1-е место) в корпусе офицеров кавалерии.
До октября 1922 года Влодзимеж Тышкевич занимал должность начальника штаба командования округа корпуса № X в Пшемысле. С 10 октября 1922 года был назначен на должность командира 25-го великопольского уланского полка в Пружанах. С 15 января 1925 года он исполнял обязанности командира 5-й отдельной кавалерийской бригады в Кракове. В октябре 1925 года был назначен командиром 10-й кавалерийской бригады в Пшемысле. С 31 мая 1927 года он был уволен с военной службы.
С августа 1940 года Влодзимеж Тышкевич находился на военной офицерской станции в городе Ротсей (Шотландия)..

## Ордена и награды
- Крест Храбрых — дважды

## Семья
Граф Влодзимеж Тышкевич женился 29 января 1907 года в Вене на Эльжбете Бальтазар фон Бабакдоль (1882—1940), от брака с которой у него было двое детей:
- Мария Елена Тышкевич-Логойская (род. 25 ноября 1907)
- Владислав Тышкевич-Логойский (род. 27 июня 1910), 1-я жена — Алисия Сикорская (род. 1910), 2-я жена — Магдалена Валке (род. 1927).